# جاك باتلر (لاعب كرة قدم)
جاك باتلر (بالإنجليزية: Jack Butler)‏ هو لاعب كرة قدم بريطاني (وحمل سابقاً جنسية المملكة المتحدة لبريطانيا العظمى وأيرلندا) في مركزي الدفاع والظهير، ولد في 1885 في شفيلد في المملكة المتحدة، وتوفي في 1915. لعب مع غريمسبي تاون ونادي بليموث أرجايل وKiveton Park F.C. ‏.